# Dugda
Dugda (ros. Дугда) – osiedle w Rosji, w obwodzie amurskim, w rejonie ziejskim. W 2010 liczyło 709 mieszkańców.